# Prosopophora circularis
Prosopophora circularis är en insektsart som beskrevs av Borchsenius 1960. Prosopophora circularis ingår i släktet Prosopophora och familjen Lecanodiaspididae. Inga underarter finns listade i Catalogue of Life.